# 高井友里
高井 友里（たかい ゆり、本名非公開、1988年12月27日 - ）は、日本の元タレントでインディーズアイドル・名古屋CLEAR‘Sの元リーダー 。愛知県名古屋市出身。2011年度プリンセス名古屋グランプリ。名古屋をはじめ、東海地区を中心に、アイドル・モデル・タレント・MCなど、幅広く活動していた。2017年4月15日をもってタレントとしての活動を停止している。現在は結婚している。

## 経歴
- 2004年、サンミュージックアカデミー名古屋校オーディション合格、レッスン生として活動
- 2007年、地元のイベントコンパニオンとして活動
- 2008年、地元のモデル事務所ネクストドリームに所属。
- 2009年、この頃よりアイドルタレントとしての活動をはじめる。
- 2011年、エモーションカンパニーに移籍。同社専属モデルとして撮影会などで活動。
- 2011年、プリンセス名古屋（プリカン）に出場してグランプリを獲得
- 2012年、FORM JAPANに移籍。名古屋CLEAR‘S のメンバーになりモデル業を引退。
- 2014年、CLEAR'S選抜メンバーになり、メジャーデビュー。
- 2017年、名古屋CLEAR'Sを脱退、あわせてタレント活動停止。

## 人物
趣味は、クラシックバレエ・ピアノ。
自他共に認める、BLOG依存症。
twitterで、名古屋CLEAR'Sメンバーの小島果歩との２ショット写真を「本日のコジマ」という題名で投稿する。

## 出演

### ラジオ
- 誉天☆放送部（ぎふチャンラジオ、2011年4月 - 2012年9月24日） - パーソナリティ
- EVENING TRIPPER（FM岐阜ラジオ、2010年3月15日 - ） - ゲスト出演[2]

### Web
- 激安通販ショップ、webモデル（2007年 - 2008年）
- 美人時計　名古屋版（2010年 - ）[3]
- アイドル時計（2011年 - ）

### 着うた・着うたフル
- 「月に願いを」（ハドソン、2011年 - ）
- 「フェアリーテイルズ」（ハドソン、2011年 - ）
- 「スキップ♪LaTaTaTaTa♪」（ハドソン、2011年 - ）

### DVD
- リターンマッチ～敗者復活戦～（2009年）[4]
- ユリス　イン　ワンダーランド（2010年）[5]

### PV
- Ms. OOJA　「It's OK」（2011年2月16日）

### テレビ
- リターンマッチ～敗者復活戦～（2004年12月5日、東海テレビ）[4]
- サタメン!!!（2012年3月3日、中京テレビ） - クイズサタ姫[6]

### WebTV
- webTV番組YOUSTREAM「ちゅっぱすとりーむ」（2010年 - 2012年）
- webTV番組スティッカム「有馬×サイダー」（2012年）[7]

### 映画
- ENOLA（2015年、林一嘉監督）

### その他
- 朝日出版社「Campus English」[8][9]